# Bo (distrikt)
Bo är ett distrikt i Southern Province i Sierra Leone. Huvudort är landets näst största stad Bo. Vid folkräkningen 2015 hade distriktet 575 478 invånare.
Distriktet bildades 1931 genom en sammanslagning av delar av Kenema och Moyamba samt återstoden av det tidigare distriktet Sumbuya.

## Administrativ indelning
Distriktet består av femton hövdingadömen.
| - Badjia - Bagbo - Bagbwe - Boama - Bumpe Ngao - Gbo - Jaiama Bongor - Kakua | - Komboya - Lugbu - Niawa Lenga - Selenga - Tikonko - Valunia - Wonde |

## Befolkningsutveckling
| Befolkningsutvecklingen i Bo 1963–2015 | Befolkningsutvecklingen i Bo 1963–2015 | Befolkningsutvecklingen i Bo 1963–2015 | Befolkningsutvecklingen i Bo 1963–2015 | Befolkningsutvecklingen i Bo 1963–2015 |
| -------------------------------------- | -------------------------------------- | -------------------------------------- | -------------------------------------- | -------------------------------------- |
|                                        |                                        |                                        |                                        |                                        |
| År                                     |                                        |                                        | Folkmängd                              |                                        |
| 1963                                   | 1963                                   |                                        | 209 754                                |                                        |
| 1974                                   | 1974                                   |                                        | 217 711                                |                                        |
| 1985                                   | 1985                                   |                                        | 268 671                                |                                        |
| 2004                                   | 2004                                   |                                        | 463 668                                |                                        |
| 2015                                   | 2015                                   |                                        | 575 478                                |                                        |
|                                        |                                        |                                        |                                        |                                        |